# 白马关河
白马关河是北京地区的一条季节性河流，是白河的支流。
位于密云县，发源于番字牌乡良营子村，流经冯家峪乡，在保峪岭村后注入密云水库。全长34.5公里，流域面积 227.6平方公里，年均流量4300万立方米。